# ジブラルタル包囲戦 (1333年2月-6月)
第三次ジブラルタル包囲戦は、マリーン朝の王子アブー・マーリク・アブドゥルワーヒドが率いる軍により1333年2月から6月の間に行われた。
カスティーリャ王国はグラナダ王国から奪取した1309年以降ジブラルタルを支配していた。ナスル朝のムハンマド4世の要請に応え、当代のマリーン朝の君主アブー・アルハサン・アリーによりジブラルタル攻撃が命じられ、カスティーリャ王国の不意を突く形で包囲戦が始まった。街の総督Vasco Perez de Meiraが窃盗したためにジブラルタルの食料の在庫はひどく枯渇していた。総督は駐屯兵の食料と城塞の維持に使われるはずだった資金を盗んでいた。
4ヶ月以上の包囲戦とムーア人側のカタパルトによる砲撃で駐屯兵と街の住民は半飢餓状態に陥り、アブー・マーリクに降伏した。

## 包囲戦の開始
1309年、フェルナンド4世が、ムスリムが支配するグラナダ王国からジブラルタルを奪還した（the Medinat al-Fathとして知られる）。ジブラルタルの要塞はカスティーリャ王国により修理され、改善された。1315年、グラナダ王国がジブラルタルを手短に奪還しようとして、第二次ジブラルタル包囲戦を起こしたが失敗した。
ナスル朝とマリーン朝の同盟はジブラルタル失陥で失効したが、マリーン朝君主がアブー・アルハサン・アリーに代替わりして、両国の協定が更新された。1333年2月、アブー・アルハサン・アリーの息子アブー・マーリク率いる7,000人の軍が、アルヘシアスでムハンマド4世の軍と合流するために、秘密裏にジブラルタル海峡を渡った。カスティーリャ王国はアルフォンソ11世の戴冠に気をとられ、侵攻軍に対応するのが遅く、対応の多くが計画される前にジブラルタルを包囲することができた。
ジブラルタルでは、この事態に対してほとんど準備されていなかった。ジブラルタル総督のDon Vasco Perez de Meiraは、王から食料と街の防衛の維持のために割り当てられた資金を盗み、ヘレス・デ・ラ・フロンテーラ付近に自分自身のための土地を買い、また食料自体も横領してムーア人側に売り、駐屯兵を力不足のままにした。包囲戦のわずか8日前に、ジブラルタル沿岸沖で穀物船が難破して追加の食料供給を得たが、出来事が証明するように、十分には程遠かった。
街は、海岸沿いの造船所からジブラルタルの岩の斜面を数百フィート上がった城まで個別に要塞化された地区で構成されていた。2月末までに、アブー・マーリク軍は造船所と城の上にある岩のエリアを占領して、攻城兵器を設置した。カスティーリャ王国は援軍を組織しようとしたが、グラナダ軍がカスティーリャ王国の注意をそらすために国境を急襲したので、出来なかった。さらに、アルフォンソ11世と臣下との間で政治的な紛争があり、包囲を解除させるための軍の編成が遅れた。アルフォンソ11世はAlfonso Jofre de Tenorio提督の下で自由に使えるようにしたが、包囲を支援するムーア人の船が近海付近に陣取り、攻撃するには非常に危険だった。

## ジブラルタルの陥落と占領
6月になってようやく、アルフォンソ11世は援軍を送ることができた。王の相談役はグラナダ王国とマリーン朝の両方と戦うことになり、非常に危険を伴うので援軍派遣に反対した。8日間セビリアで議論してから、アルフォンソ11世は自らの意見を通し、反抗的な臣下のフアン・マヌエルを説得して、ムーア人に対して王を支援させることができた。王はヘレスに進軍し、ジブラルタルから4日の距離にあるグアダレーテ川に布陣したが、防衛側にとっては遅きに失した。
ジブラルタル内部は6月中旬頃には絶望的な状況だった。食料がなくなり、住民と駐屯兵は革から栄養を得ようとして自分たちの盾やベルト、靴まで食べるような状況に陥っていた。提督は船に取り付けられていたカタパルトから城壁を越えて小麦粉の袋を飛ばそうとしたが、ムーア人によりカスティーリャの船が撃退された。ムーア人側のカタパルトは防衛軍に深刻なダメージを与え、弱体化した駐屯兵はもはや抵抗できる状態ではなかった。
1333年6月17日、Vasco Perezはアブー・マーリクとの協定に同意すると、ジブラルタルを明け渡した。包囲された人々すべてを5日間養えるほどの食料を自分の倉庫に溜め込んでいたとされ、身代金を要求するという明確な意図で、栄養が十分な多くのムーア人捕虜を自分の家に入れていた。総督は失態に対する処罰から逃れるために北アフリカに逃亡した。アルフォンソ11世の年代記編者は「総督には要塞を自らの主君の手に引き渡すか防衛に殉じるかのいずれかを行う義務があった」と記したが、総督がどちらも行うことはなく、カスティーリャ王国において裏切り者として非難された。他の防衛兵は、街を長期間守った勇気に敬意を表し、名誉ある形で立ち去ることを許された。ジブラルタル陥落はモロッコで熱狂的に受け取られた。ムーア人の年代記編者Ibn Marzuqはトレムセンで学んでいた時に、教師が教室で「Rejoice, community of the faithful, because God has had the goodness to restore Gibraltar to us!」と発表したと記録した。Ibn Marzuqによれば、歓喜した生徒は大声で賞賛を叫び、感謝を伝え、嬉し涙を流したという。